# 한풀이노래방
《한풀이 노래방》는 대한민국의 종합편성채널인 TV조선에서 일요일에 방송된 예능 프로그램이다.